# Missões diplomáticas de Madagáscar

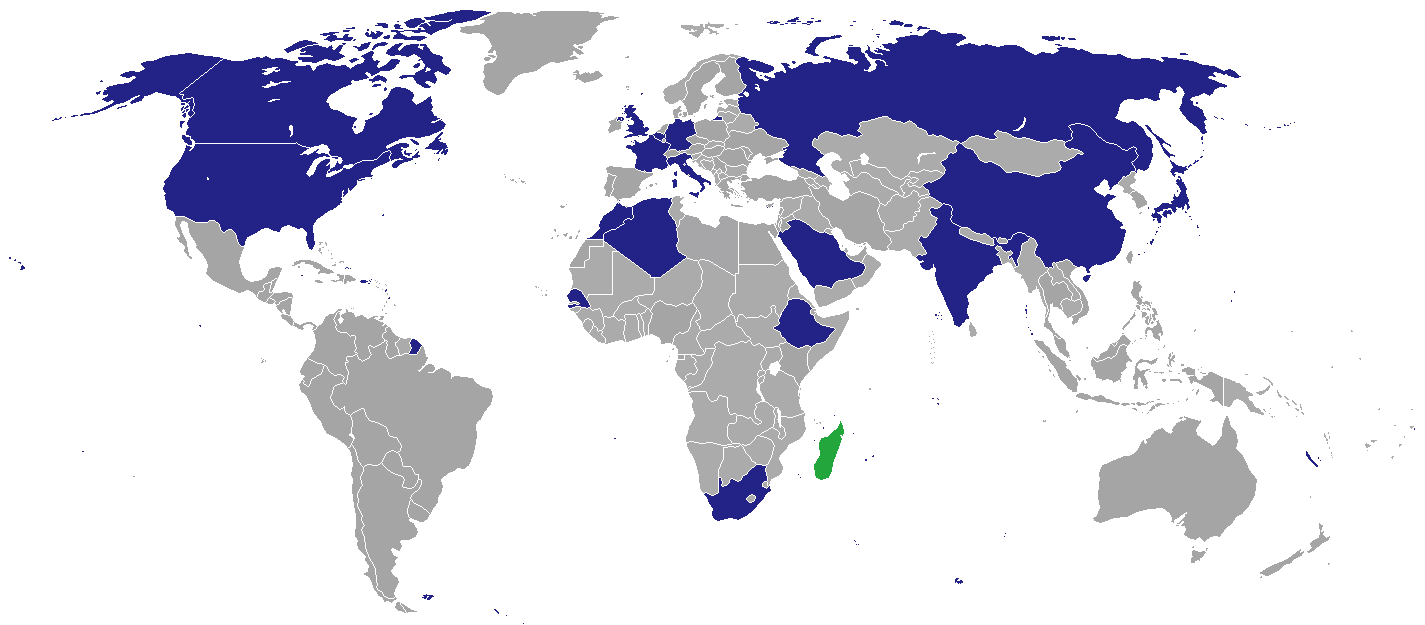
Missões diplomáticas de Madagáscar.

Abaixo estão listadas as embaixadas e consulados de Madagáscar:

## África

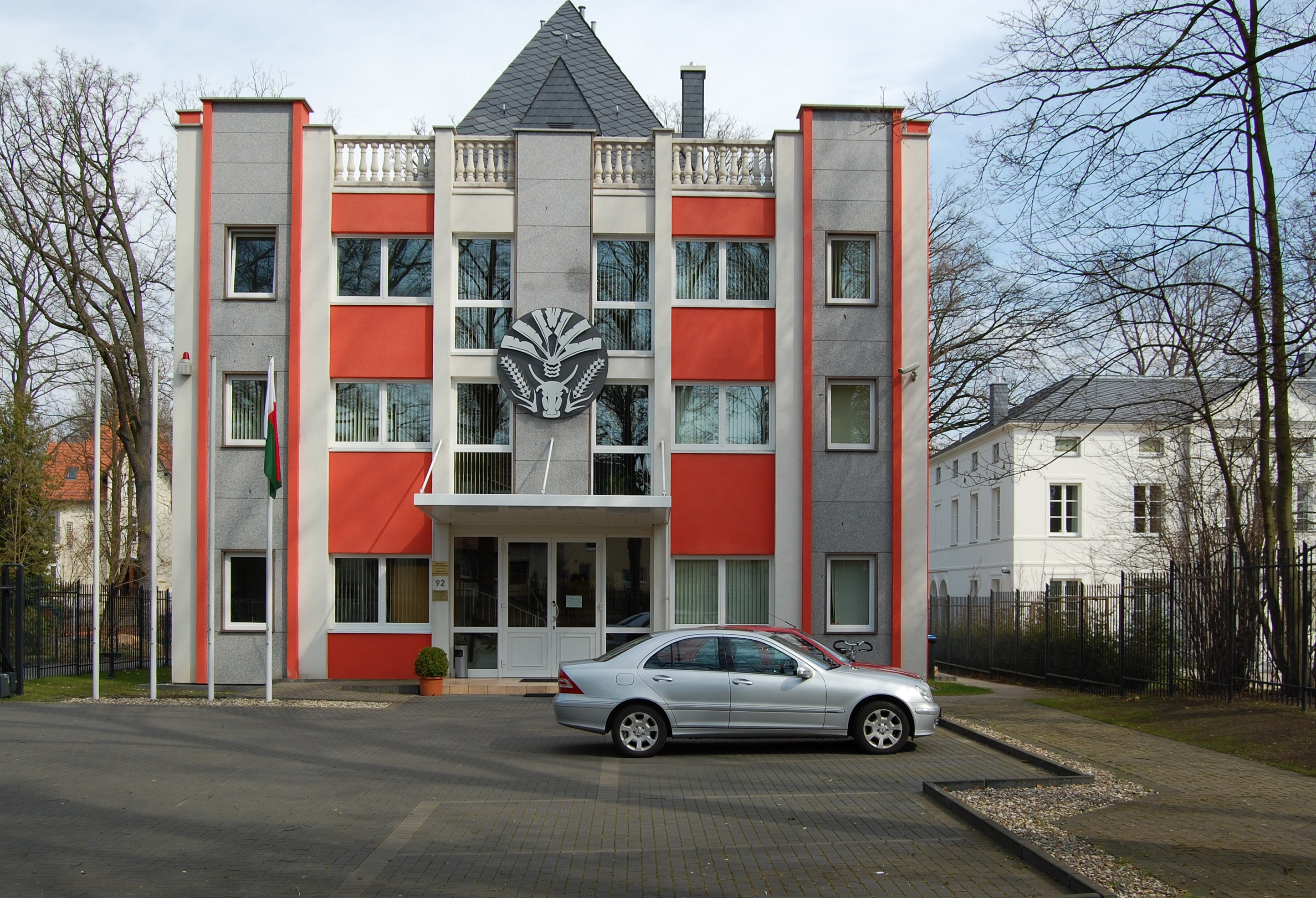
Embaixada de Madagáscar em Berlim

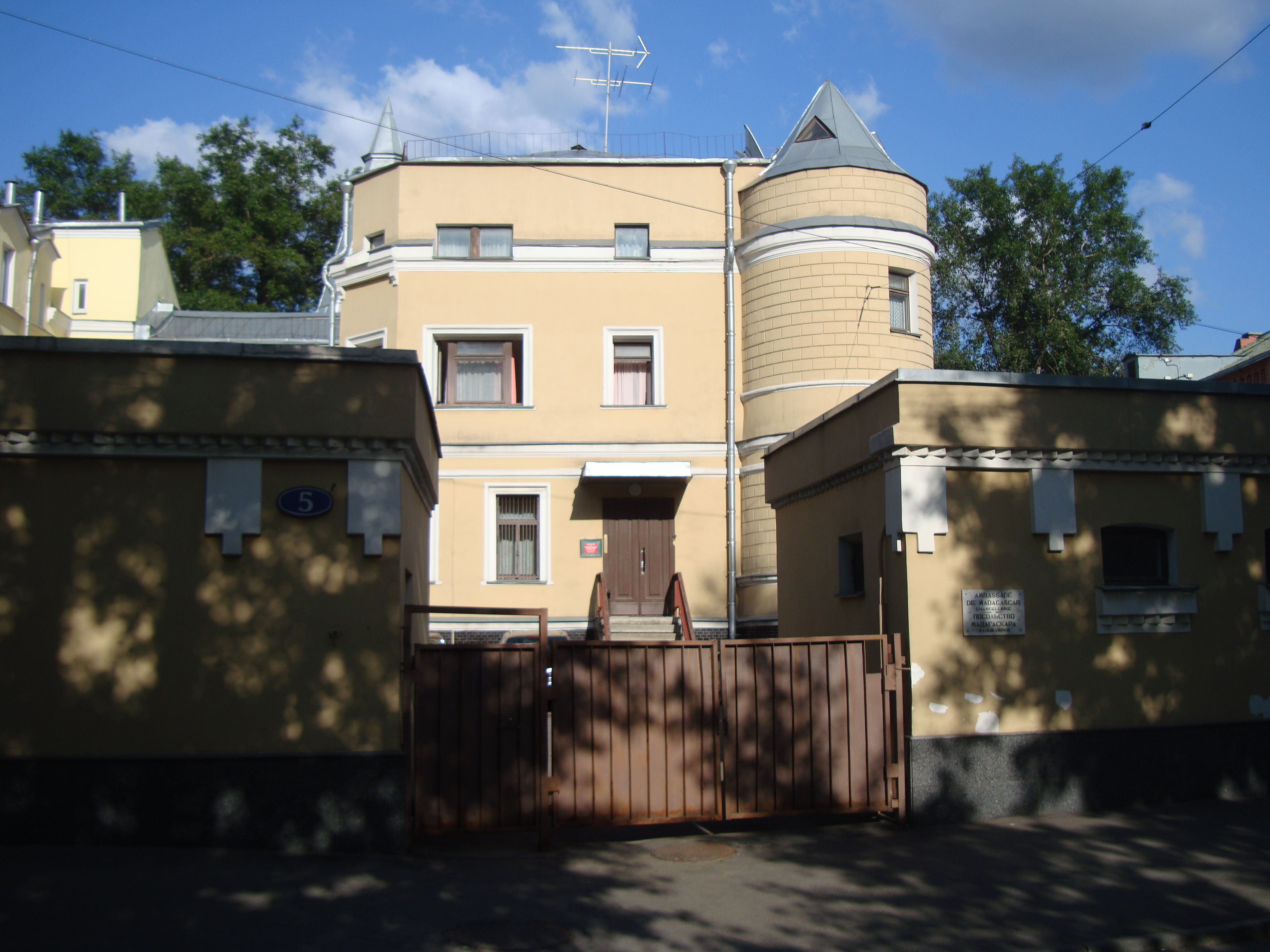
Embaixada de Madágascar em Moscou

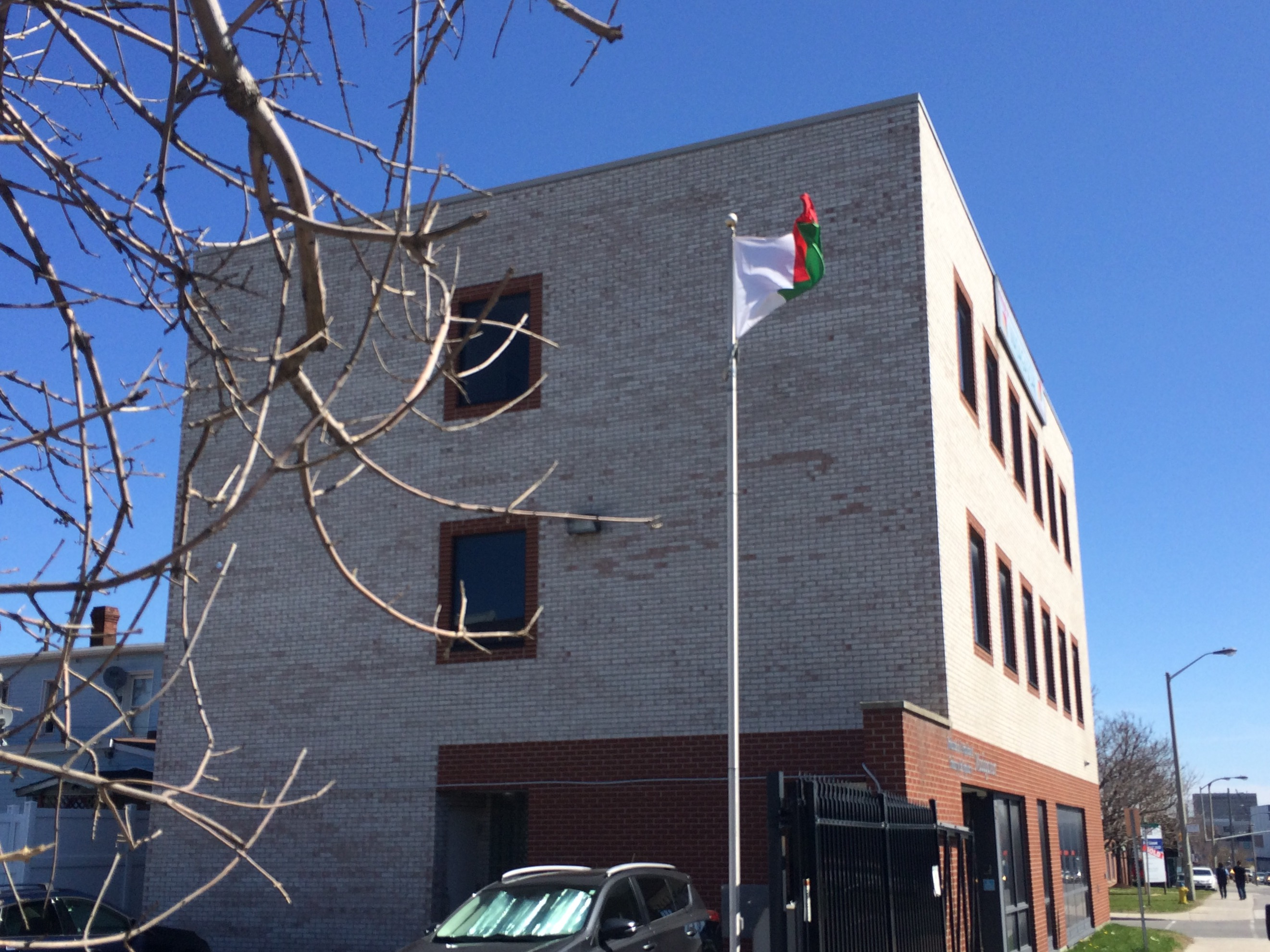
Embaixada de Madágascar em Ottawa

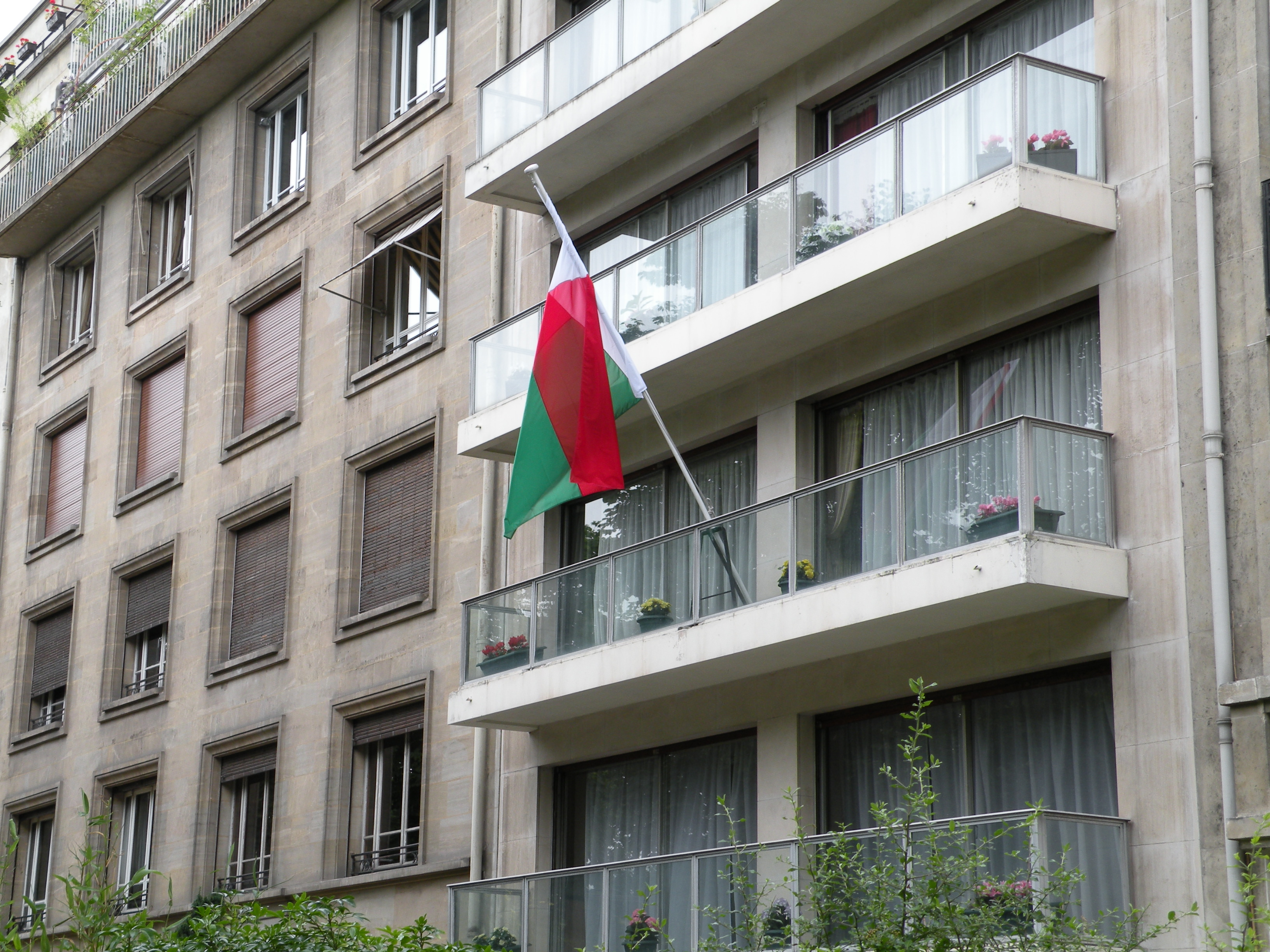
Embaixada de Madagáscar em Paris

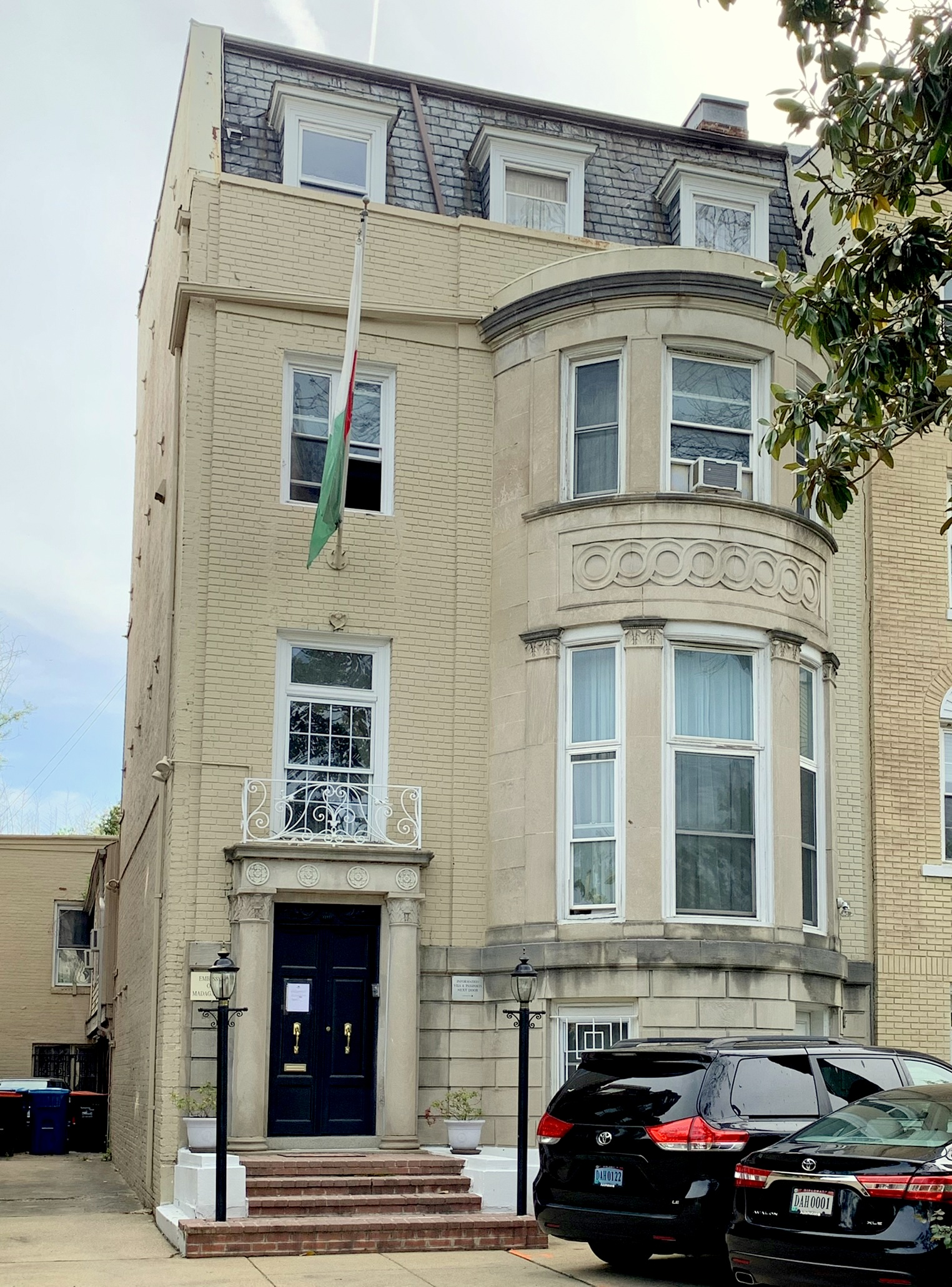
Embaixada de Madagáscar em Washington, D.C.

- África do Sul
  - Pretória (Embaixada)
  - Cidade do Cabo (Consulado-geral)
- Argélia
  - Argel (Embaixada)
- Etiópia
  - Adis-Abeba (Embaixada)
- Ilhas Maurícias
  - Port Louis (Embaixada)
- Senegal
  - Dakar (Embaixada)

## América
- Canadá
  - Ottawa (Embaixada)
- Estados Unidos
  - Washington, D.C. (Embaixada)

## Ásia
- Arábia Saudita
  - Riade (Embaixada)
- China
  - Pequim (Embaixada)
- Índia
  - Nova Deli (Embaixada)
- Japão
  - Tóquio (Embaixada)

## Europa
- Alemanha
  - Berlim (Embaixada)
- Bélgica
  - Bruxelas (Embaixada)
- França
  - Paris (Embaixada)
  - Marselha (Consulado-geral)
  - Saint-Denis (Consulado-geral)
- Itália
  - Roma (Embaixada)
- Reino Unido
  - Londres (Embaixada)
- Rússia
  - Moscou (Embaixada)
- Suíça 
  - Genebra (Embaixada)

## Organizações multilaterais
- Adis-Abeba (Missão permanente de Madagáscar ante a União Africana)
- Bruxelas (Missão permanente de Madagáscar ante a União Europeia)
- Genebra (Missão permanente de Madagáscar ante as Nações Unidas e organizações internacionais)
- Nova Iorque (Missão permanente de Madagáscar ante as Nações Unidas)
- Paris (Missão permanente de Madagáscar ante a UNESCO)